# Псково-Печерская икона Успения Божией Матери
Пско́во-Печерская ико́на Успе́ния Бо́жией Ма́тери — икона Божией Матери в житии, почитаемая чудотворной в Русской православной церкви. Прославилась в 1581 году при нашествии на Псков польско-литовского войска Стефана Батория. Находится в Успенском храме Псково-Печерского монастыря.

## История
По одной из версий икона Успения Пресвятой Богородицы впервые прославилась в 1473 году в день освящения пещерного Успенского храма будущего Псково-Печерского монастыря, когда излечилась больная женщина.
По другой версии, двое псковских купцов Василий и Феодор поручили псковскому иконописцу Алексию, по прозвищу Малому, написать икону Успения Божией Матери в житии, то есть с изображением по сторонам важнейших событий из жизни Богоматери. В 1521 году они принесли икону в Псково-Печерский монастырь, где была поставлена в храме Успения Божией Матери.
С 1523 года икона начала прославляться многими чудесами и исцелениями, причём сохранился их перечень.
Икона «Успение» и Псково-Печерская икона «Умиление» особенно прославились во время нашествия на Псков польского короля Стефана Батория в 1581 году. По преданию, перед осадой Пскова, Пресвятая Богородица явилась во сне благочестивому старцу Дорофею и велела из Псково-Печерского монастыря «принести старый Печерский образ и хоругвь на стену города, где Она стоит». Захватчикам удалось сделать пролом в городской стене Пскова, но после принесения к пролому иконы Успения Божией Матери, вместе с другими чудотворными иконами, мощами благоверного князя Всеволода-Гавриила и другими святынями, псковичи воодушевились и героически отбили неприятеля. Осада продолжалась еще 6 месяцев, и ежедневно совершались крестные ходы на стены города с чудотворною Успенской иконою Богородицы. Стефану Баторию так и не удалось захватить Псков.
Во время настоятельства над Псково-Печерским монастырём игумена Саввы (1571–1572) царь Иоанн IV повелел своему воеводе Юрию Токмакову обложить икону Успения золотом от своей царской казны и сделать для нее серебряный киот.
В 1812 году во время нашествия на Россию армии Наполеона, которая захватила Полоцк и продвигалась к Пскову, в него была перенесена икона Успения и совершен крестный ход вокруг Пскова. В ночь на следующий день (8 (20) октября 1812 года) русские войска под командованием генерал-фельдмаршала, графа П. Х. Витгенштейна освободили Полоцк (Второе сражение под Полоцком), тем самым избавив Псков от опасности.

## Почитание
В настоящее время во время Всенощного бдения накануне праздника Успения Божией Матери образ Успения Божией Матери, богато украшенный цветами, выносится из Успенского храма и поставляется перед входом. После совершении литии совершается крестный ход, во время которого икону переносят по дорожке из травы, украшенной узорами из цветов, на паперть Михайловского собора монастыря. Всенощное бдение с чтением акафиста заканчивается за полночь. В самый день праздника крестный ход с чудотворной иконой движется вокруг монастыря, и затем икона возвращается в Успенский храм.